# Nomada astori
Nomada astori är en biart som beskrevs av Cockerell 1903. Nomada astori ingår i släktet gökbin, och familjen långtungebin. Inga underarter finns listade i Catalogue of Life.